# Rezovska
Il Rezovo, Rezovska, Rezvaya o Rezve (in bulgaro: Резовска река; in turco: Mutludere) è un fiume europeo che scorre tra l'estremo sud-est della Bulgaria e l'estremo nord della Turchia europea. 

## Descrizione e percorso
È lungo 112 Km e nasce nella parte turca del massiccio montuoso della Istranca, ad est di Kofçaz. Nella prima parte del suo corso è conosciuto come Paspalderesi. Una volta superato il villaggio di Armutveren segna il confine tra la Bulgaria e la Turchia e scorre sinuosamente in direzione est verso il mar Nero dove sfocia presso Rezovo.